# Црна ријека (притока Врбаса)
Црна ријека је дио воденог система општине Мркоњић Град, која истиче из Малог језера излетишта Балкана. Језеро напајају потоци Цјепало и Скакавац са планине Лисине, као и сублакустријски извори испод Великог језера. Ријека тече у правцу југ-сјевер и на свом путу протиче кроз град, а након тока од укупно 17 km улијева се у Врбас (код мјеста Дабрац). Некада је била позната по бројним рибљим врстама и развијеном спортском риболову.